# ザ・ハンダース
ザ・ハンダースは、日本のお笑いグループ。1975年結成、1980年解散。名前の由来は、メンバーが6人（＝1ダースの半分）であることによる。

## 概要
TBSテレビで放送された『ぎんざNOW!』の1コーナー「素人コメディアン道場」においてチャンピオンに輝いた人物により構成されたお笑いグループである。

## 沿革
1975年に結成。『笑って!笑って!!60分』（TBSテレビ）にレギュラー出演し、コントやコミックソングなどを得意とした。
1978年7月21日発売のシングル「ハンダースの想い出の渚」は30万枚（または40万枚）のセールスを記録した。
1980年に解散。
リーダーの清水アキラによると元より渡辺プロの意向で組まされた音楽グループで、メンバーの仲はあまりよくなかったという。

### 解散後の動向
後にメンバーであった桜金造とアゴ勇が「アゴ&キンゾー」を結成し、『お笑いスター誕生!!』（日本テレビ）に出演してコント等を行っていたが1984年に解散。以後、それぞれピン（単独）で活動するようになる。

### 再結成
2007年11月21日、「ハンダースの想い出の渚」の30周年記念パーティが東京都文京区の椿山荘で行われ、小林まさひろを除くメンバー5人が1日限りの再結成を果たした。2007年12月25日放送のフジテレビ系『爆笑そっくりものまね紅白歌合戦スペシャル』にもメンバー5人が出演し、「ハンダースの想い出の渚2007」を披露した。
2010年7月、清水アキラが毎日公演する箱根のホテルでハンダース復活コンサートが行われ、中本賢を除くメンバー全員が集まり『ザ・ノンフィクション・あの頃に戻れない〜30年後のザ・ハンダース〜』（フジテレビ・2010年10月10日）で放送された。

## メンバー
清水アキラ
長野県出身。解散後は物真似芸人として、フジテレビ『ものまね王座決定戦』でものまね四天王の一人と称された。ビニールテープを顔に貼り付けて、物真似対象に似せた姿の物真似は、代表する芸のひとつとなった。2009年12月より1年間、箱根湯本温泉「天成園」にて歌謡ショー（毎日無料ライブ）を催していた。元タレントの清水良太郎は彼の三男。
桜金造（一時期の芸名：佐藤金造）
広島県出身。小山ゆうえんちのギャグを持ちネタにしており、CMに起用された。各種ドラマ・バラエティで活動。2007年、東京都知事選挙に出馬するも落選。政治色がついたためか、仕事が激減。以降は主に怪談の語り手としても活動している。2013年2月、自宅浴室で脳内出血のため倒れた。
アゴ勇（別名アゴイサム、現：あご勇）
千葉県出身。名のとおり、独特のアゴの形態が特徴で人気となる。舞台やテレビに出演。バラエティでは、アゴの形を生かした芸で出演することも。
アパッチけん（現：中本賢）
東京都出身。解散後は俳優として本名で活動。『男はつらいよ』シリーズの他、映画『釣りバカ日誌シリーズ』では、西田敏行演じるハマちゃんの良き理解者であり隣人である釣り舟屋の経営者・太田八郎役をレギュラーで演じている。2008年9月までラジオ日本『横浜ガサガサ探検隊』（ウィークデーの午前中）のメインパーソナリティ。環境問題に取り組み川崎市教育委員を務める。
鈴木末吉（現：鈴木寿永吉）
神奈川県出身。解散後は、物真似芸人として活動。アントニオ猪木の物真似の元祖。他にも井上順の物真似を得意とする。各種テレビ･イベントなどなどで活動。六本木に笑パブを営む。
小林まさひろ（ありがとうの小林君）
神奈川県出身。リーダー格の人物であったが、デビュー時のプロモーション（営団地下鉄銀座線全区間のルートに相当する道路を休まず歩き抜く）を桜がサボり参加しなかった"事件"の引責という形でハンダースを脱退（事務所を解雇）。
脱退後も芸能活動を継続、映画『の・ようなもの』で落語家役、映画『(金) (ビ)の金魂巻』で主役の医師、テレビドラマ『ただいま放課後』でたのきんトリオと主役の高校生4人組を演じ、日本テレビ『ルックルックこんにちは』などに出演していたが、自身の結婚とふぐ調理師の免許取得を機に芸能界を完全引退。
1985年、東京・赤坂でふぐ料理専門店「参虎」開店、2011年3月に閉店。
2011年4月、出身地の横浜鶴見に店を移転、居酒屋・「鶴見参虎」で再出発、各種テレビ･イベント・芸能の仕事も復活させた。
2015年5月8日放送のTBSテレビ『爆報! THE フライデー』で末期の大腸がんであることを自ら告白。「私の体はがんで出来ています。でも、頑張って治療を受けます」と宣言するが、2016年6月22日朝に逝去。62歳没。

## ハンダースの想い出の渚
ハンダースの想い出の渚（ハンダースのおもいでのなぎさ）はザ・ハンダースの持ちネタのひとつで、ザ・ワイルドワンズの「想い出の渚」を著名人の物真似によるメドレー形式で歌うもの。
シングルレコード「ハンダースの思い出の渚」で物真似されている著名人は以下のとおりである。
- 1番
  - 森進一 → 左卜全 → ポパイ → 和田アキ子 → 清水健太郎 → 高見山 → 越路吹雪[4]
- 間奏
  - 淀川長治
- 2番
  - クール・ファイブ → 大橋巨泉 → 堺正章 → ブルース・リー → 森田健作 → 藤山寛美 → 宇崎竜童 → 正司花江 → 加藤茶 → 上田吉二郎 → キャンディーズ[4]

テレビなどでザ・ハンダースが「想い出の渚」を披露する場合は、上記以外の人物を物真似することもある。最後にキャンディーズの衣装に早替りをする。

## ディスコグラフィ

### シングル
すべてCBS・ソニーから発売された。
1. あなたは見たか!なんちゃっておじさん／ゼロからの出発（1978年、06SH-318） - 単体では発売中止、その後オムニバスCDに収録される。
2. ハンダースの想い出の渚／僕のおふくろ（1978年7月21日、06SH-369）
3. ハンダースの怨念の館／恋の渚のパドリング（1979年、06SH-571）
4. ハンダースの友情／FALLING LOVE with YOU（1980年、07SH-838）